# Gustave Pierre Trouvé
Gustave Pierre Trouvé (Descartes, 2 januari 1839 – Parijs, 27 juli 1902) was een Franse elektrotechnicus en uitvinder. Hij werd om zijn brede wetenschappelijk werk alom geprezen, met name op het vlak van uitvinden en miniaturisering.

## Biografie
Trouvé groeide op in een eenvoudig gezin, zijn vader Jacques Trouvé was veehandelaar. In 1850, dus op 11-jarige leeftijd, ging hij naar het Chinoncollege om een opleiding tot slotenmaker te volgen, in de jaren 1854-55 ging hij in Angers naar de École des Arts et Métiers. Vanwege een slechte gezondheid brak hij zijn studie af en reisde naar Parijs om daar een baantje bij een klokkenmaker te krijgen.

### Parijs
In 1865 richtte Trouvé een werkplaats in het hartje van Parijs in waar hij een variëteit aan elektriciteit gerelateerde uitvindingen deed, waar hij zowel patenten op verwierf als waarvoor aandacht in de wetenschapsbladen van die tijd kreeg, waaronder La Nature. Zo ontwikkelde hij de zink-koolstofbatterij om er zijn kleine elektrische apparaatjes mee te voeden. Zo'n soortgelijke batterij werd overigens ook door Georges Leclanché gemaakt en door hem breed op de markt gebracht.

### Jaren 1870

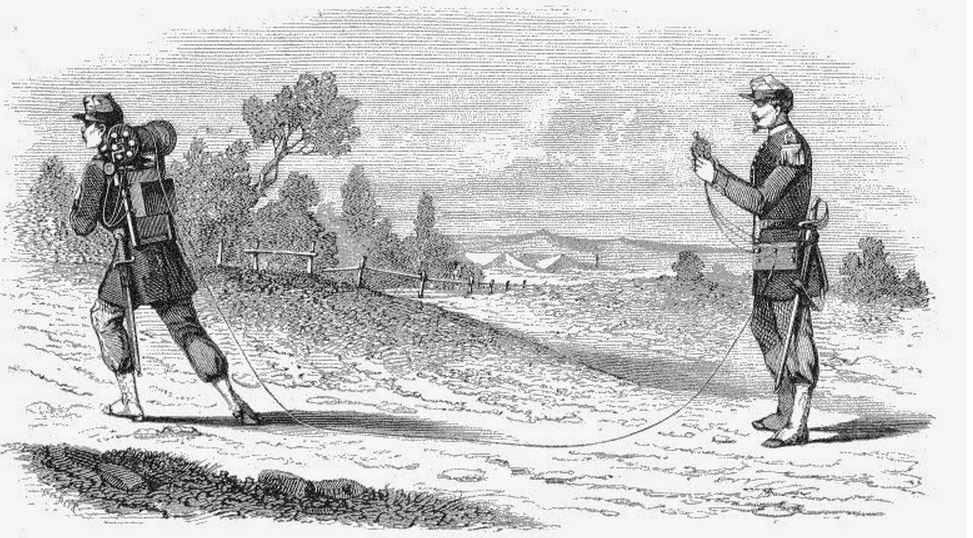
Militaire telegraaf

Trouvé hielp bij de ontwikkeling van communicatiesystemen. In 1872 ontwikkelde hij een draagbaar telegraaftoestel voor defensiedoeleinden, waarmee communicatie tot over één kilometer mogelijk was. Dit bood een snelle manier van communiceren met troepen aan het front. In 1874 ontwikkelde hij een apparaat dat stalen objecten, zoals kogels, in iemands lichaam kon lokaliseren om ze daarna te kunnen verwijderen, de voorloper van onze metaaldetector. In 1878 wist hij door toepassing van een dubbel membraan de geluidsintensiteit van Alexander Graham Bells telefoon te verbeteren. In datzelfde jaar ontwikkelde hij een draagbare microfoon, met een voor die dagen grote gevoeligheid.
Trouvé maakte faam met zijn vaardigheid zaken te verkleinen. Ook nog in 1878 vond hij de "polyscope" uit, een batterijgevoed gloeilampje in een buis, de voorloper van onze endoscoop. De daarbij gebruikte batterij was ontwikkeld door Gaston Planté,

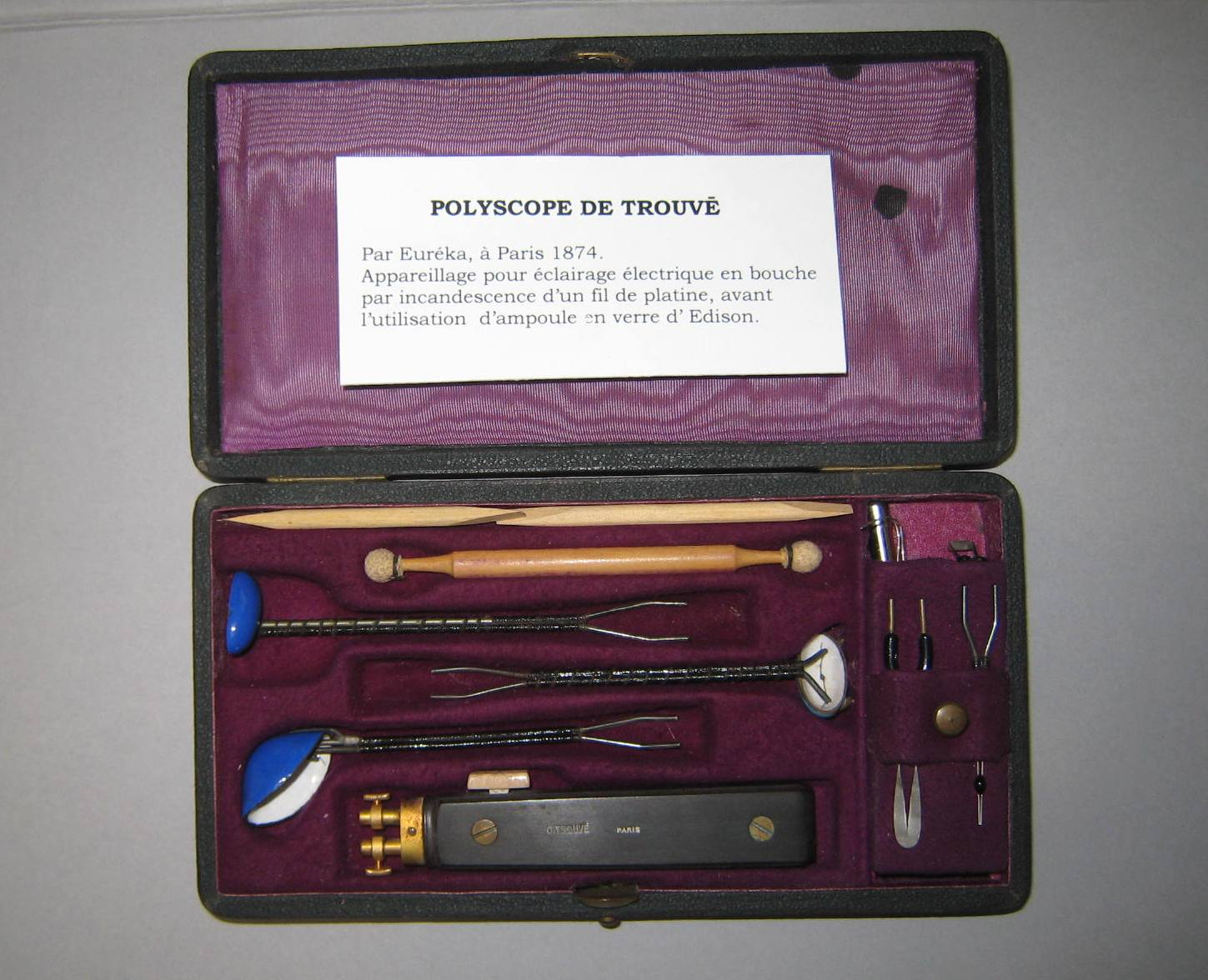
Polyscope

### Jaren 1880
In 1880 verbeterde Trouvé de doelmatigheid van een kleine door Siemens ontwikkelde elektromotor, die hij samen met de toen ook net beschikbaar gekomen oplaadbare batterij toepaste op een Engelse driewieler van James Starley. Daarmee ontstond ’s werelds eerste elektrische fiets. Alhoewel de proefritten hiermee op de Rue Valois in hartje Parijs op 19 april 1881 succesvol verliepen, lukte het hem niet hierop een patent te krijgen. Trouvé paste daarom met batterij gevoede elektrische aandrijving snel toe bij het aandrijven van boten. Om een en ander vanuit zijn dicht bij de Seine liggende werkplaats naar de boot te kunnen brengen, zorgde hij ervoor dat de aandrijving draagbaar was en gemakkelijk aan en van boord boot te brengen was. Daarmee maakte hij feitelijk de eerste buitenboordmotor. Bij de proefvaart op 26 mei haalde zijn 5 meter lange boot Le Téléphone stroomopwaarts een snelheid van 1 m/s (3,6 km/u) stroomafwaarts was dat 2,5 m/s (9 km/u).

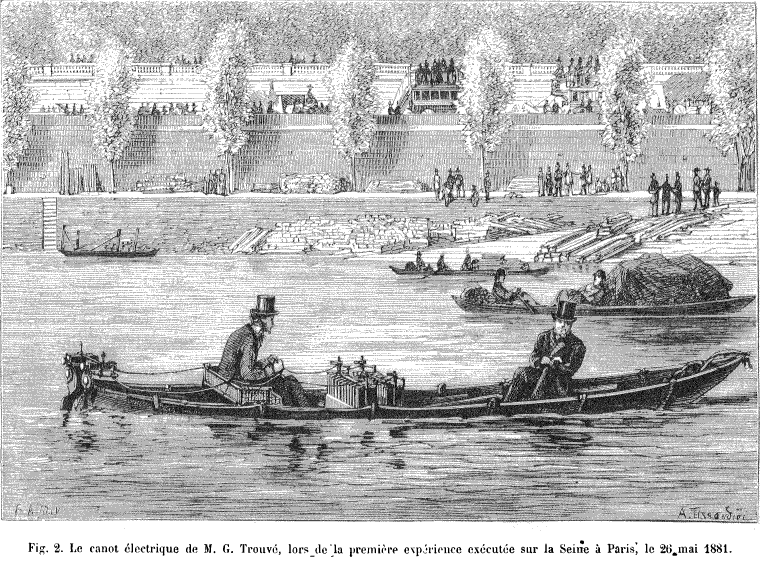
Boot met elektrische buitenboordmotor van Gustave Trouvé

Met zijn boot (en dus niet met de driewieler) en zijn elektro-medische instrumenten nam Trouvé deel aan de Internationale Elektriciteitstentoonstelling in Parijs. Kort daarop werd hem de prestigieuze Légion d'Honneur toegekend. Het verkleinen van elektromotoren paste hij toe voor de aandrijving van een modelluchtschip, een tandartsboor, een naaimachine en een scheerapparaat.
Voor kno-arts Dr. Paul Hélot uit Rouen ontwikkelde Gustave Trouvé de “photophore”, een batterijgevoede, op het hoofd gedragen lamp met reflector, waardoor de lichtstraal door beweging van het hoofd gericht wordt en de arts zijn handen vrij houdt. Uit de correspondentie tussen Trouvé en Hélot valt af te leiden dat deze uitvinding uit 1883 dateert. Trouvé paste de lamp vervolgens aan om hem geschikt te maken voor gebruik door mijn- en reddingswerkers en speleontologen, of voor anderen die in het donker moeten werken. Door vervolgens het licht met filters verschillende kleuren te geven ontstond er een nieuw soort juwelen die door theatergezelschappen in Parijs en daarna in heel Europa werden gebruikt. Het werd bekend als “luminous electric jewels” en is de voorloper van onze hedendaagse wearables. In 1884 monteerde Trouvé op een elektrisch aangedreven boot zowel een elektrische scheepshoorn als op de boeg een schijnwerper. Dit was de eerste keer dat zulke elektrische accessoires op enig transportmiddel werden toegepast. Hij ontwikkelde vervolgens een draagbare veiligheidslamp.
In 1887 ontwikkelde Trouvé, die inmiddels als merknaam Eureka gebruikte (Grieks: εὕρηκα =“Ik heb gevonden”, in het Frans “J’ai trouvé), zijn auxanoscope, een elektrische diaprojector bedoeld voor rondreizende leraren (1887).
Ongeveer in diezelfde tijd richtte Trouvé, niet echt geïnteresseerd in het te gelde maken van zijn uitvindingen, zijn vruchtbare geest hemelwaarts. Overtuigd dat de toekomst lag in grotere luchtvaartuigen liet hij een via een snoer een elektrisch aangedreven modelhelikopter vliegen.

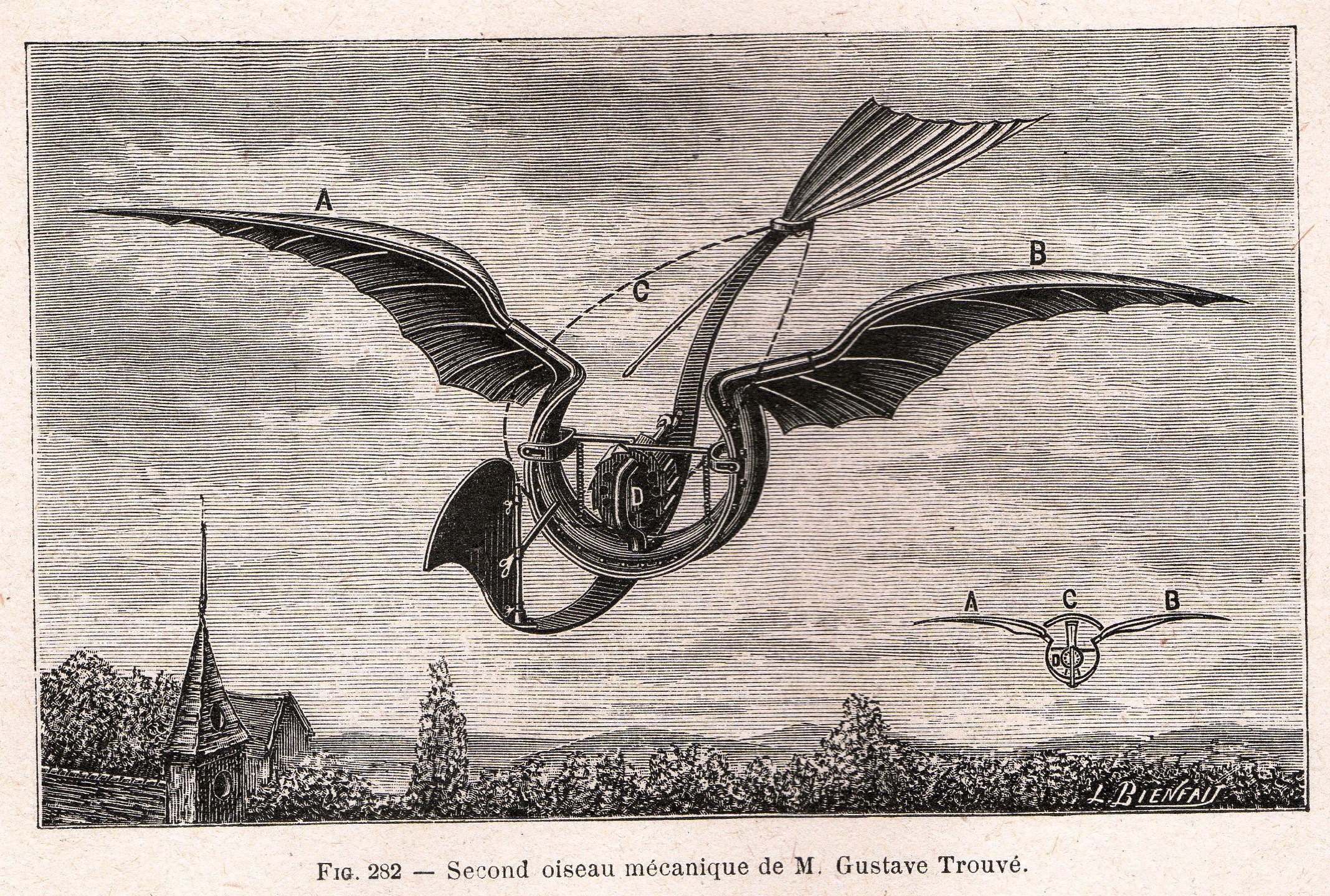
Een mechanische vogel

Vervolgens maakte hij een mechanische vogel waarbij de vleugelbeweging kwam uit het met grote snelheid afvuren van geweerkogels. Zo kon hij, weliswaar met veel lawaai, de vogel de voor die tijd ongehoorde afstand van 80 meter laten vliegen.
In 1889 monteerde hij op zijn al in 1866 ontwikkelde elektrisch geweer een schijnwerper, om zo ook bij duisternis te kunnen jagen. Ook ontwikkelde een batterijgevoed alarmeringssysteem, te gebruiken bij het nachtvissen.

### Jaren 1890
In 1891 ontwikkelde Trouvé elektrische meerkleurige fonteinen voor zowel binnen- als buitengebruik. Omdat hij, bij gebrek aan een betrouwbaar elektriciteitsnet, de beperkingen van elektriciteit voor verlichtingsdoeleinden onderkende, maakte hij in 1895 gebruik van het toen net uitgevonden acetyleenlicht en maakte het geschikt voor gebruik binnenshuis. Tot z’n oeuvre van meer dan 75 uitvindingen (zie ook hieronder) hoorde ook een elektrische massagemachine, een elektrisch toetseninstrument gebaseerd op het Félix Savartwiel, een batterijgevoed draagbaar reddingsvest, een waterstraalaangedreven boot en een volledig gestroomlijnde tweewielige fiets, maar ook verschillende vormen van kinderspeelgoed.
In 1902 werkte Trouvé aan wat zijn laatste uitvinding zou worden, een klein draagbaar toestel waarmee met ultraviolet licht huidaandoeningen behandeld worden. Het prototype van PUVA-therapie. Hiermee doende sneed hij per ongeluk in zijn duim en wijsvinger. Geen acht slaand op de wond kreeg hij bloedvergiftiging en ondanks amputatie overleed hij op 27 juli 1902 in het Saint-Louis ziekenhuis in Parijs op 63-jarige leeftijd.

### Vergetelheid en rehabilitatie
Na afloop van de grafrechtperiode op het kerkhof in z’n geboorteplaats La Haye-Descartes werd deze niet verlengd, en werden de stoffelijke resten van Trouvé overgebracht naar een massagraf. Zijn persoonsdossier ging verloren bij een brand in 1980 in het stadhuis. In 2012 werd er bij zijn geboortehuis officieel een plaquette onthuld, ter gelegenheid van de publicatie van een Franstalige biografie door de Engelse transporthistoricus Kevin Desmond. In 2015, nadat een uitgebreidere biografie in het Engels was uitgebracht, werd een tweede plaquette ter nagedachtenis aan Trouvé onthuld op de muur van zijn voormalige werkplaats aan de Rue Vivienne 14, in het tweede Parijse district. Inmiddels is nu wereldwijd een zoektocht in gang gezet naar de schaarse nog beschikbare exemplaren van door hem gebouwde instrumenten.

## Uitvindingen en innovaties van Trouvé
1864 - Elektro-sferische Geisslerbuismotor

1865 - Gesloten dichte kleine batterij

1865 - Elektrisch medisch apparaat

1865 - Elektrisch verlichte draagbare juwelen

1865 - Elektrische gyroscoop

1866 - Elektrisch geweer

1867 - Elektrisch medisch hulpmiddel

1869 - Vloeistofaangedreven pantoscoop

1870 - Apparaat dat het vliegen van vogels nabootst

1872 - Draagbaar veldtelegraafsysteem voor militair gebruik

1873 - Verbeterde zink-koolstofbatterij met dichromaat als kathode

1874 - Apparaat om onderhuids metaal (kogels) mee op te sporen om ze te kunnen verwijderen

1875 - Elektrische almanak of kalender

1875 - Draagbare dynamo

1875 - Zuurstofpak voor ballonvaarders

1877 - Nabootsing van spiersamentrekking

1877 - Elektrische presse papier

1878 - Polyscoop voor het onderzoek van holtes in het menselijk lichaam

1878 - Telefoon met een microfoon van verbeterde gevoeligheid

1880 - Verbetering van de efficiency van de Siemensmotor

1881 - Fabricage van magneten

1881 - Elektrische verlichte juwelen

1881 - Elektrisch aangedreven boot

1881 - Verkleinde elektrisch aangedreven tandartsboor

1881 - Batterijgevoede buitenboordmotor

1881 - Elektrische driewieler

1883 - Onderwaterverlichting

1883 - Draagbare Trouvé-Hélothoofdlamp

1883 - Elektrische voertuigkoplamp

1884 - Elektrische veiligheidslamp

1885 - Elektrische apparatuur voor het verlichten van physiologie- en chemische laboratoria

1885 - Onderwaterverlichting voor gebruik in het Suezkanaal

1886 - Nieuw methode voor het maken van propellers

1886 - Elektrische sirene bedoeld als alarmsignaal

1887 - Werkend model van een snoergevoede elektrische helikopter

1887   Elektrische diaprojector

1889 - Elektrische telmachine

1889 - Voorbeeld van een dynamo

1889 - Verbetering van het elektrisch geweer

1889 - Elektrisch aangedreven systeem voor het verplaatsen van glasplaten

1890 - Universele dynamometer

1890 - Elektrische koplampen voor paardenkoetsen

1890 - Elektrische orygmatoscoop voor het onderzoeken van geologische lagen

1890 - Draagbare elektrisch-pneumatische straatlantaarn

1891 - Tweede mechanisch vliegende vogel

1891 - Verbetering van elektrisch verlichte fonteinen

1892 - Elektrische ontspanmechanisme voor het maken van tijdopname foto’s

1892 - Draagbare medische dynamometer

1892 - Batterijgevoed elektrisch massage-instrument voor de behandeling van hernia

1893 - Industrieel toe te passen elektrisch ventilatiesysteem

1894 - Systeem voor het geautomatiseerd ’s nachts kunnen vissen 

1894 - Elektrische schijnwerper om bij duisternis kunnen jagen

1894 - Riem met elektrisch verlichte juwelen

1894 - Elektrisch toetseninstrument gebaseerd op Savarts wiel

1894 - Elektrisch verlichte springhoepel

1895 - Toepassing van acetyleen voor verlichting in huis

1895 - Universele wissel- en gelijkstroommotor

1895 - Verbetering van de tweewielige fiets met trappers

1895 - Zowel handmatig als elektrisch te gebruiken massageapparaat

1897 - Apparaat om automatisch acetyleenflessen te vullen

1897 - Apparaat voor het hermetisch afsluiten van acetyleenflessen

1897 - Opbergmolen voor hoeden en stokken

1898 - Voor meerdere doeleinden inzetbare, zowel handmatig als elektrisch aangedreven industriële gyropomp

1899 - Verdamper voor verbrandingsmotoren

1900 - Batterijgevoed elektrisch opblazend draagbaar reddingsvest

1901 - Apparaten voor fototherapie

1902 - Veeraangedreven harpoenspeeltje

1902 - Aandrijving van een modelboot of onderzeeër met acetyleen